# Chiesa di San Biagio (Salisburgo)
La chiesa di San Biagio (in tedesco: Bürgerspitalkirche St. Blasius, letteralmente chiesa di San Biagio dell'Ospedale), anticamente chiamata anche chiesa dello Spirito Santo, si trova a Salisburgo, in Austria, e risale al XIV secolo

## Storia

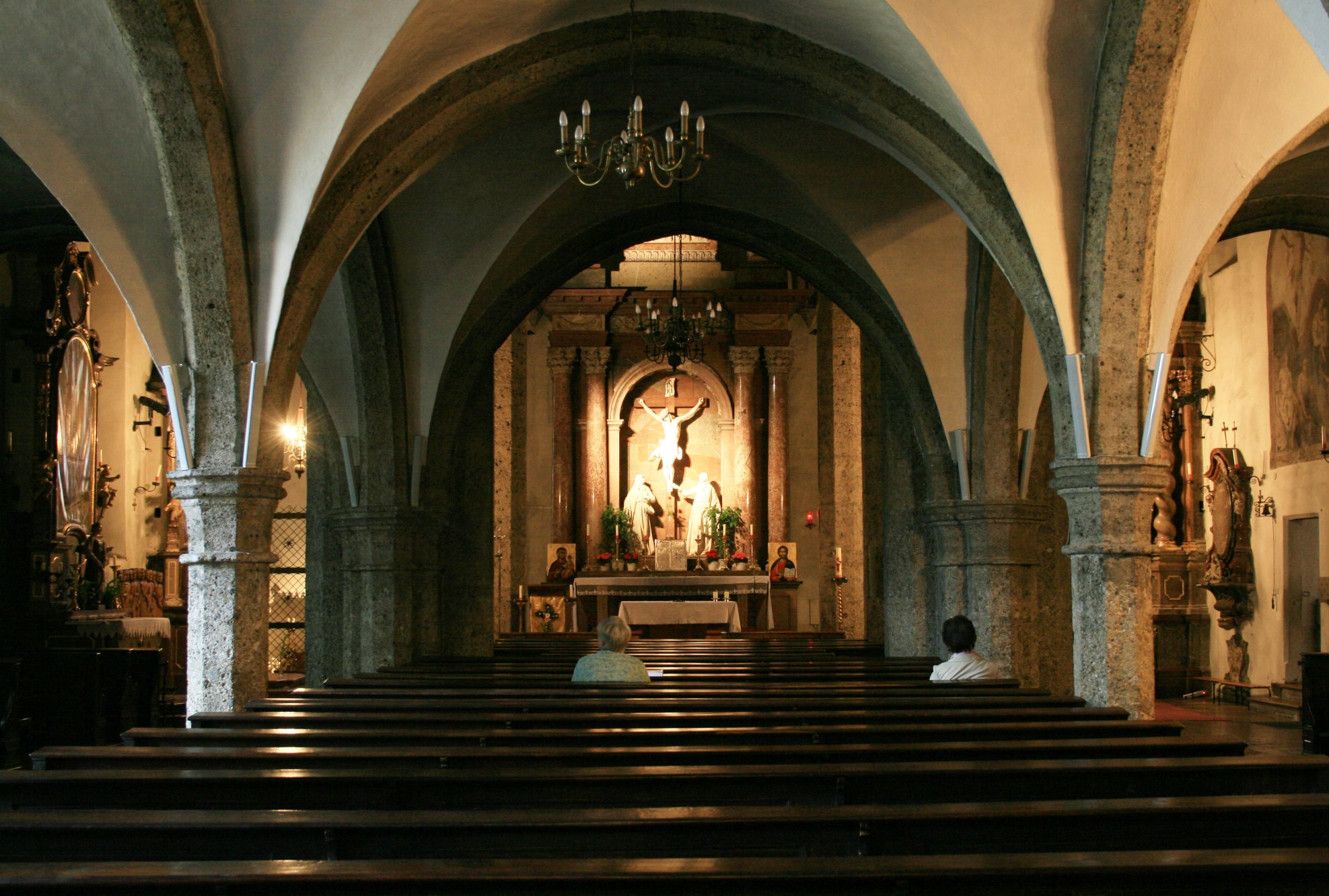
Interno

La chiesa di San Biagio è la più antica chiesa del territorio, con la non lontana cattedrale di Santa Croce situata in Baviera, a Schwäbisch Gmünd.